# Philaenus tarifa
Philaenus tarifa is een halfvleugelig insect uit de familie Aphrophoridae. De wetenschappelijke naam van deze soort is voor het eerst geldig gepubliceerd in 2001 door Remane & Drosopoulos.